# Аделхайд Савонска
Вижте пояснителната страница за други личности с името Аделхайд.
Аделхайд дел Васто или Аделаида (на италиански: Adelaide, Adelasia, Azalaïs del Vasto; * 1072, Пиемонт; † 18 април 1118, Пати) от род Алерамичи, клон Дел Васто, е графиня (1087 – 1101) и регент на Сицилия, както и кралица на Йерусалим (1113 – 1117).

## Биография
Аделхайд е дъщеря на маркграфа на Савона Манфред I дел Васто († 1079), брат на Бонифаций дел Васто и правнук на Алерам Монфератски.
През 1089 г. тя се омъжва за Рожер I дьо Отвил (1031 – 1101), граф на Сицилия. Тя е неговата трета съпруга. От него Аделхайд има двама сина:
- Симон (1093 – 1105), граф на Сицилия
- Рожер II (1095 – 1154), от 1130 г. крал на Сицилия

След смъртта на съпруга ѝ през 1101 г. Аделхайд става регент на Симон, а след смъртта му през 1105 и на Рожер. Остава на власт до 1112, когато Рожер поема сам управлението на графството. През това време Аделхайд избира за своя резиденция Палермо.
След това Аделхайд заминава за Йерусалим, където през 1113 г. се омъжва за йерусалимския крал Балдуин I. Той обаче е все още женен за друга жена и по настояване на духовенството през 1117 г. я отпраща обратно в Сицилия, където тя умира през 1118 г. Погребана е в катедралата „Св. Бартоломео“ в Пати.